# Juice Wrld
Juice Wrld (stylizowane jako Juice WRLD, wymawiane jako Juice World, /ʤus wɜrld/), właśc. Jarad Anthony Higgins (ur. 2 grudnia 1998 w Chicago, zm. 8 grudnia 2019 w Oak Lawn) – amerykański raper, piosenkarz i autor tekstów. Przez cztery lata swojej kariery był wiodącą postacią w gatunkach emo rap i rap SoundCloud, które zyskały uwagę głównego nurtu w połowie i pod koniec lat 2010. Jego pseudonim, który, jak stwierdził, oznacza „przejęcie świata”, pochodzi od thrillera kryminalnego Juice (1992).
Higgins rozpoczął karierę jako niezależny artysta w 2015 roku pod pseudonimem JuicetheKidd, a w 2017 roku podpisał kontrakt nagraniowy z Grade A Productions i Interscope Records. Zyskał ogólne uznanie dzięki diamentowemu singlowi „Lucid Dreams”, który zajął drugie miejsce na amerykańskiej liście przebojów Billboard Hot 100. Utwór znalazł się na jego potrójnie platynowym debiutanckim albumie Goodbye & Good Riddance (2018), obok singli „All Girls Are the Same”, „Lean wit Me”, „Wasted” i „Armed and Dangerous”, które również znalazły się na Hot 100. Następnie współpracował z Future przy mixtape'ie Wrld on Drugs (2018), a w 2019 wydał swój drugi album Death Race for Love. Poprzedziły go single „Robbery” i „Hear Me Calling”, z których pierwszy zadebiutował na 27. miejscu na liście Billboard Hot 100. Album zadebiuotwał na pierwszym miejscu amerykańskiej listy Billboard 200.
Higgins zmarł 8 grudnia 2019 roku w wyniku przedawkowania narkotyków. Jego pierwszy pośmiertny album, Legends Never Die (2020), osiągnął rekordy na najbardziej udany pośmiertny debiut i najwięcej pozycji w pierwszej dziesiątce list przebojów w USA, natomiast singiel „Come & Go” (z Marshmello) stał się drugą piosenką Higginsa, która dotarła do drugiego miejsca na liście Hot 100. Jego drugi pośmiertny album, Fighting Demons, ukazał się w 2021 roku wraz z filmem dokumentalnym Juice Wrld: Into the Abyss i zawierał singiel „Always Dead”, który znalazł się w pierwszej dwudziestce list przebojów w USA. W 2024 roku ukazał się The Party Never Ends, trzeci pośmiertny album Higginsa.

## Życiorys
Jarad Anthony Higgins urodził się 2 grudnia 1998 roku w Chicago, Illinois. Dorastał na południowych przedmieściach, spędzając dzieciństwo w Calumet Park. Następnie przeniósł się do Homewood, gdzie uczęszczał do Homewood-Flossmoor High School, którą ukończył w 2017 roku. Jego rodzice rozwiedli się, gdy miał trzy lata, a jego ojciec odszedł, pozostawiając matkę, która wychowywała go i starszego brata samotnie. Ojciec Higginsa zmarł w czerwcu 2019 roku. Matka Higginsa była bardzo religijna i konserwatywna i nie pozwalała mu słuchać hip hopu. Pozwolono mu jednak słuchać muzyki rockowej i popowej, zapoznawał się z takimi artystami, jak Billy Idol, Blink-182, Black Sabbath, Fall Out Boy, Megadeth i Panic! at the Disco poprzez gry wideo, takie jak Tony Hawk’s Pro Skater i Guitar Hero.

## Kariera

### 2015–2017: Początki, kontrakt płytowy i wczesne projekty
Higgins rozwinął się jako artysta w pierwszej klasie szkoły średniej. Jego pierwszy utwór „Forever” został wydany na SoundCloud w 2015 roku pod nazwą JuicetheKidd. Higgins nagrał większość swoich pierwszych utworów na telefonie komórkowym, a na drugim roku przesłał je do SoundCloud. Zmienił pseudonim z JuicetheKidd, zainspirowane jego uczuciem do roli rapera Tupaca Shakura w filmie Juice, na Juice WRLD, ponieważ on i jego koledzy wierzyli, że zmiana przyniesie korzyści jego karierze. W wywiadzie dla stacji radiowej WHTA, Higgins ujawnił, że druga część jego pseudonimu początkowo nie miała żadnego znaczenia, ale doszedł do wniosku, że „reprezentuje przejęcie świata”. „Too Much Cash”, pierwszy utwór Higginsa, który został wyprodukowany przez Nicka Mirę, został wydany w 2017 roku. Wydając projekty i piosenki na SoundCloud, Higgins pracował w fabryce, ale był niezadowolony z tej pracy; został zwolniony w ciągu dwóch tygodni. Po dołączeniu do internetowego kolektywu Internet Money, 15 czerwca 2017 roku Higgins wydał swoją debiutancką pełnometrażową EP-kę 9 9 9 z piosenką „Lucid Dreams”, która zyskała ogromną popularność i grono fanów.
W połowie 2017 roku zwrócił na siebie uwagę takich artystów jak Waka Flocka Flame i Southside, a także artystów z Chicago takich jak G Herbo i Lil Bibby. Następnie podpisał kontrakt z wytwórnią płytową Grade A Productions, której współwłaścicielem jest Lil Bibby.

### 2017–2018:Goodbye & Good Riddancei WRLD Domination Tour

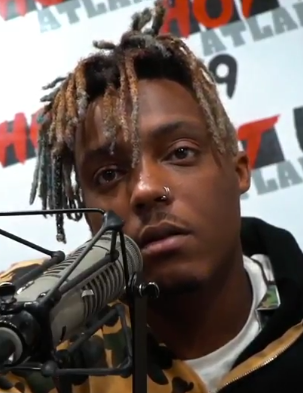
Juice WRLD w czasie wywiadu dla Hot 107.9 w lipcu 2018 roku

W grudniu 2017 Juice WRLD wydał EP Nothings Different składający się z trzech utworów. Projekt został opisany na hip-hopowym blogu Lyrical Lemonade, a utwór Higginsa „All Girls Are the Same” gwałtownie zyskał popularność dzięki poście na blogu. Towarzyszący teledysk wyreżyserowany przez Cole’a Bennetta został wydany w lutym 2018 roku. Po wydaniu tego wideo, Interscope Records podpisała kontrakt z Juice’em za 3 miliony dolarów, a remiks „Lucid Dreams” z udziałem Lil Yachty który został zapowiedziany, oficjalnie nigdy nie został wydany. Utwór „All Girls Are the Same”, który został wydany jako singiel w kwietniu 2018 roku, spotkał się z dużym uznaniem krytyków i otrzymało od Pitchfork tytuł Best New Music. „All Girls Are the Same” i „Lucid Dreams” były pierwszymi wpisami Juice’a WRLDa na jakiejkolwiek liście przebojów magazynu Billboard, debiutując na liście Hot 100 odpowiednio na 92 i 74 miejscach.

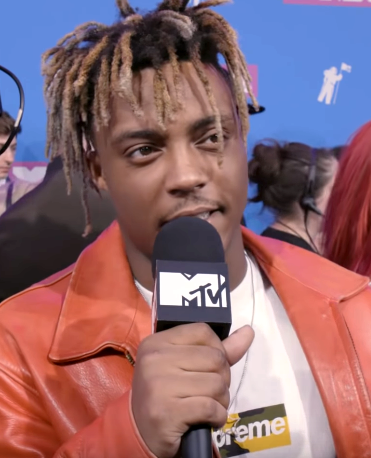
Higgins podczas MTV Video Music Awards w 2018 roku

4 maja 2018 roku „Lucid Dreams” został oficjalnie wydany jako singiel, któremu towarzyszył teledysk wyreżyserowany przez Cole’a Bennetta, podobny do „All Girls Are the Same”. Piosenka zadebiutowała na drugim miejscu listy przebojów Billboard Hot 100 i szybko stała się jednym z najczęściej odtwarzanych utworów 2018 roku. Utwór „Lucid Dreams” pozostaje jego najczęściej odtwarzaną piosenką, która do lutego 2022 roku osiągnęła ponad 2 miliardy odtworzeń w Spotify i zdobyła diamentowe wyróżnienie RIAA za ponad 10 milionów jednostek odpowiadających sprzedaży albumu. Po „Lucid Dreams”, 22 maja 2018 roku ukazał się „Lean Wit Me”, który osiągnął 68. miejsce na liście Billboard Hot 100. Debiutancki album Higginsa, Goodbye & Good Riddance, na którym znalazły się jego trzy poprzednie single, ukazał się 23 maja 2018 roku. Album ten przyniósł mu duże uznanie i pochwały, a także ugruntował pozycję wschodzącej gwiazdy w USA. 19 czerwca 2018 roku, Juice WRLD wydał EPkę zatytułowaną Too Soon.. składającą się z dwóch utworów ku pamięci i dedykacji zmarłym raperom Lil Peepowi i XXXTentacionowi. Lil Peep zmarł w wyniku przedawkowania w 2017 roku, a XXXTentacion został zamordowany 18 czerwca 2018 roku, dzień przed premierą EP. Higgins powiedział, że on i XXXTentacion byli przyjaciółmi i że często rozmawiali przez FaceTime, ujawniając, że ich ostatnia rozmowa dotyczyła ich wspólnego spotkania. Okładka Too Soon.. EP to zrzut ekranu rozmowy Higginsa z XXXTentacionem. Utwór „Legends” z nowego EP Higginsa zadebiutowała na 65. miejscu listy Billboard Hot 100, a ponad rok później, po śmierci Higginsa, osiągnęła 29. miejsce.
5 lipca 2018 roku, Juice za pomocą swoich portali społecznościowych ogłosił trasę koncertową The WRLD Domination Tour z gościnnymi występami Lil Mosey, Cordae i Blake. Utwór „Wasted” z udziałem Lil Uzi Verta ukazał się 10 lipca 2018 roku i był to pierwszy singiel Higginsa powstały we współpracy z drugim artystą i jedyna piosenka na Goodbye & Good Riddance (2018) z gościnnym udziałem. „Wasted” zadebiutował na 68. miejscu listy Billboard Hot 100, a w drugim tygodniu notowania osiągnął 67. miejsce. 11 lipca 2018 roku, Higgins ogłosił, że pracuje nad swoim kolejnym albumem. 25 lipca producent Higginsa, Danny Wolf, po serii przecieków, opublikował oficjalną wersję utworu „Motions” na SoundCloud.

### 2018–2019:WRLD ON DRUGS i Death Race for Love

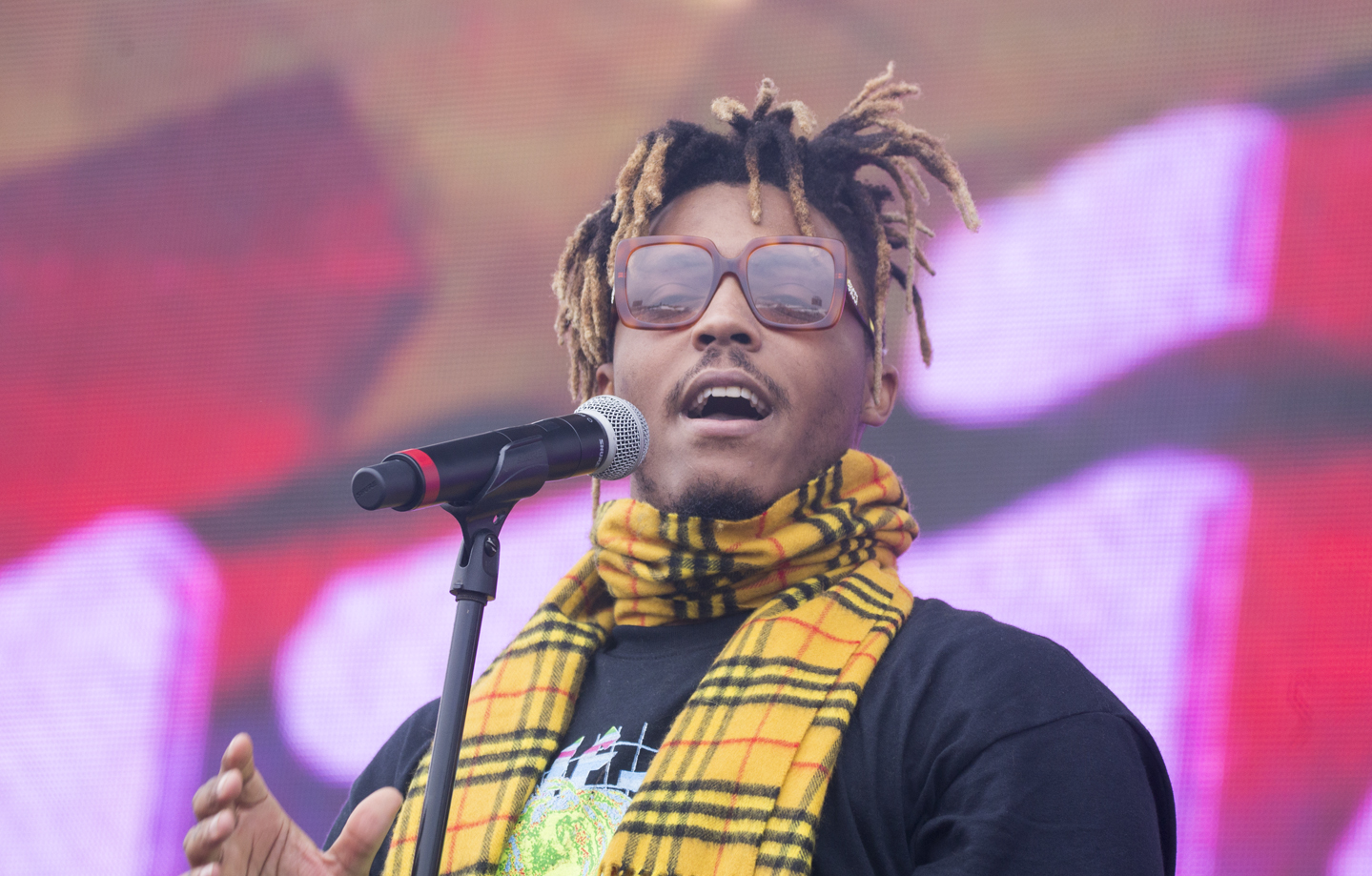
Na występie w maju 2019 roku

Juice WRLD wystąpił gościnnie wraz z Sheck Wesem na utworze „No Bystanders” Travisa Scotta z jego trzeciego albumu studyjnego Astroworld. Piosenka zadebiutowała na 31. miejscu listy Billboard Hot 100. 8 sierpnia 2018 roku, Higgins zadebiutował późnym wieczorem w telewizji, wykonując piosenkę „Lucid Dreams” w programie Jimmy Kimmel Live! 15 października 2018 roku ukazał się teledysk do piosenki „Armed and Dangerous”, a następnie do singlu „Fine China” ze wspólnego mixtape'u Wrld On Drugs (2018) z amerykańskim raperem Future. Epic Records wydała mixtape cztery dni później, 19 października 2018 roku. Juice WRLD współpracował z amerykańską piosenkarką Seezyn przy piosence „Hide” z filmu Spider-Man: Into the Spider-Verse i jego ścieżce dźwiękowej, oba ukazały się 14 grudnia 2018 roku.

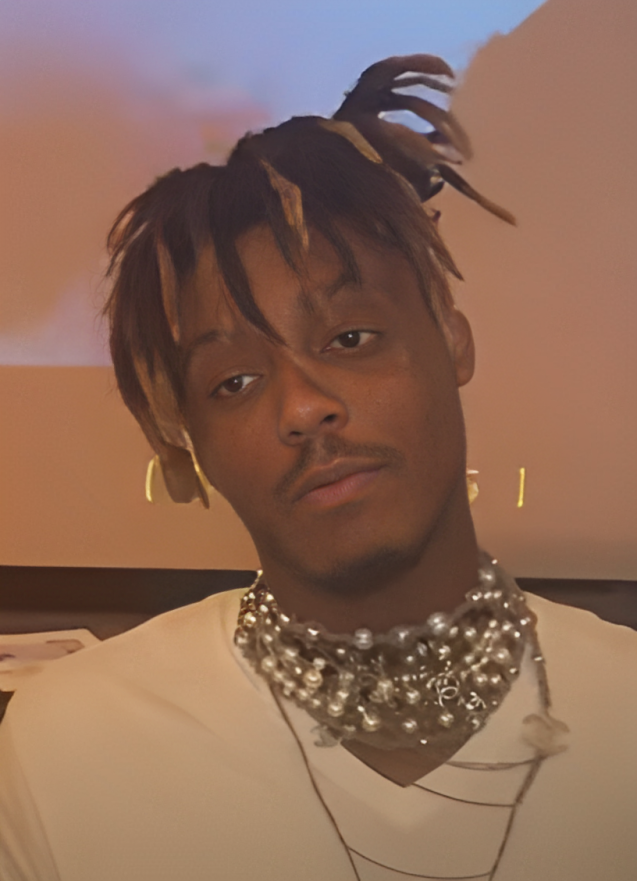
Higgins w październiku 2019 roku

W wywiadzie dla XXL w grudniu 2018 roku Ski Mask the Slump God potwierdził, że w 2019 wyda wspólny mixtape z Higginsem zatytułowany Evil Twins. Na stan marca 2024 roku, projekt nie został jeszcze wydany. Higgins ogłosił także trasę koncertową na rok 2019 obejmującą 30 koncertów w Ameryce Północnej. Drugi album studyjny Juice’a WRLDa, Death Race for Love, został wydany 8 marca 2019 roku, który został poprzedzony singlami „Robbery” i „Hear Me Calling”. Album znalazł się na szczycie listy Billboard 200. Higgins następnie wyruszył w trasę The Nicki Wrld Tour wraz z Trynidadsko-amerykańską piosenkarką Nicki Minaj. 9 kwietnia 2019 roku, Juice WRLD wydał teledysk do piosenki „Fast” z Death Race for Love (2019). Później w tym samym roku wydał inne single: „All Night” z RM i Sugą z BTS, „Hate Me” z Ellie Goulding, „Run” i „Graduation” z Bennym Blanco, i „Bandit” z NBA YoungBoy. Wydany na początku października utwór „Bandit” był ostatnią piosenką wydaną przez Juice’a WRLDa przed śmiercią w grudniu. Zadebiutował na dziesiątym miejscu listy Billboard Hot 100. Juice WRLD zagrał swój ostatni koncert 30 listopada 2019 roku w Ballarat w Australii podczas festiwalu Spilt Milk. Po jego śmierci na festiwalu Rolling Loud w Los Angeles, który odbył się 14 grudnia 2019 roku, oddano mu hołd, prezentując blisko 40-minutowy set.

### 2020: Wydania pośmiertne,Legends Never Die
Pierwszy pośmiertny występ Higginsa miał miejsce na jedenastym studyjnym albumie Eminema Music to Be Murdered By (2020) w utworze „Godzilla”, wydanym 17 stycznia 2020 roku. „Godzilla” zajęła trzecie miejsce na liście Billboard Hot 100 i pierwsze miejsce na brytyjskiej liście przebojów singli. 22 stycznia 2020 roku na koncie Juice’a WRLDa na Instagramie członkowie jego rodziny i zespół Grade A Productions opublikowali ogłoszenie, w którym podziękowali fanom za uwielbienie dla Higginsa i potwierdzili zamiar wydawania muzyki, nad którą Juice WRLD pracował przed swoją śmiercią.
Higgins pojawił się w „Ptsd”, utworze tytułowym czwartego studyjnego albumu G Herbo PTSD, wydanego 28 lutego 2020 roku. W utworze występują także Lil Uzi Vert i Chance the Rapper. „Ptsd” to pierwsza współpraca Juice’a WRLDa i Lil Uzi Verta nad piosenką od czasu „Wasted”. 13 marca 2020 roku, ukazał się remiks singla „Suicidal” z debiutanckiego albumu studyjnego YNW Melly Melly vs. Melvin (2019), na którym pojawił się wokal Higginsa. Remiks zawiera inną zwrotkę i zakończenie nagrane przez Higginsa. Piosenka pojawiła się na liście przebojów Billboard Hot 100 i osiągnęła 20. miejsce po wydaniu remiksu. Singiel „No Me Ame”, będący kolaboracją Higginsa, jamajskiego producenta muzycznego Rvssiana i portorykańskiego rapera Anuela AA, został wydany 17 kwietnia 2020 roku. W tle teledysku do piosenki pojawia się wygenerowany komputerowo obraz przedstawiający Higginsa jako anioła.
Pierwszy pośmiertny singiel Juice’a WRLD-a, „Righteous”, został wydany 24 kwietnia 2020 roku wraz z teledyskiem zawierającym nagrania Higginsa. Higgins nagrał tę piosenkę w swoim domowym studiu w Los Angeles. 4 maja 2020 roku, partnerka Juice’a WRLDa, Ally Lotti, ogłosiła, że jego nadchodzący trzeci album i pierwszy album pośmiertny będzie nosił tytuł The Outsiders. 29 maja 2020 roku ukazała się piosenka „Tell Me U Luv Me” z udziałem Trippie Redda wraz z teledyskiem wyreżyserowanym przez Cole’a Bennetta. „Go”, kolaboracjyjny utwór Higginsa z australijskim raperem The Kid LAROI (którego mentorem był Higgins), ukazała się 12 czerwca 2020 roku.
6 lipca 2020 roku ogłoszono, że tytuł pierwszego pośmiertnego albumu Higginsa został zmieniony na Legends Never Die (2020). Pomiędzy ogłoszeniem albumu a jego wydaniem ukazały się dwa wspólne single: „Life’s a Mess” z udziałem Halsey i „Come & Go” z udziałem Marshmello. Album został wydany 10 lipca i zawierał 21 piosenek i cztery single, które według agentów Higginsa „najlepiej odzwierciedlają muzykę, którą tworzył Juice WRLD”. Album zadebiutował na pierwszym miejscu listy Billboard 200. Pięć z jego piosenek znalazło się w pierwszej dziesiątce listy Billboard Hot 100 w tygodniu kończącym się 25 lipca: „Come & Go”, „Wishing Well”, „Conversations”, „Life’s a Mess” i „Hate the Other Side” (współpraca z Polo G i The Kid LAROI), które osiągnęły odpowiednio numer dwa, pięć, siedem, dziewięć i dziesięć. Higgins jest trzecim artystą, któremu udało się tego dokonać; pozostali artyści to The Beatles i Drake. Utwór „Life’s a Mess” w tamtym tygodniu wskoczył z 74 na dziewiąte miejsce. 6 sierpnia 2020 roku ukazał się singiel „Smile” z The Weeknd. „Smile” wyciekł wcześniej na YouTube i SoundCloud pod tytułem „Sad” ponad rok wcześniej, chociaż z otwartym wersetem zamiast Weeknda.
23 października Lil Bibby potwierdził, że trwają prace nad drugim pośmiertnym albumem. 2 grudnia 2020 roku, w dwudzieste drugie urodziny Higginsa, Benny Blanco wydał wspólny singiel zatytułowany „Real Shit”. Sześć dni później, 8 grudnia, w rocznicę jego śmierci, ukazał się utwór „Reminds Me of You” z udziałem The Kid LAROI. W 2020 roku Higgins był odtwarzany strumieniowo w Spotify ponad 5 900 000 razy, co czyniło go czwartym najczęściej odtwarzanym artystą na Spotify na świecie.

### 2021:Fighting DemonsiInto the Abyss
15 stycznia 2021 roku agenci Higginsa wydali „Bad Boy” z udziałem Young Thuga, któremu towarzyszył teledysk wyreżyserowany przez Cole’a Bennetta nakręcony w całości przed śmiercią Higginsa. 5 marca ukazała się „Life’s a Mess II”, alternatywna wersja utworu „Life’s a Mess” z Legends Never Die (2020) z udziałem Clevera i Post Malone'a. 28 maja debiutancki album Higginsa Goodbye & Good Riddance został ponownie wydany pod nazwą Goodbye & Good Riddance (Anniversary), aby uczcić trzecią rocznicę jego powstania. Reedycja zawiera dwa nowe utwory, jeden zatytułowany „734”, a drugi będący remiksem „Lucid Dreams” z udziałem Lil Uzi Verta. Singiel „Armed and Dangerous” z 2018 roku, który znajduje się oryginalnym albumie nie znalazł się na liście utworów.
Po ponownym wydaniu Goodbye & Good Riddance, kierownictwo Higginsa zapowiadało kolejny pośmiertny projekt zatytułowany The Party Never Ends (2024). 11 czerwca ukazały się dwa utwory z udziałem Juice’a WRLDa: „Antisocial” z albumu Migos Culture III i „Can’t Leave You Alone” z albumu Maroon 5 Jordi. 20 sierpnia ukazała się piosenka „Matt Hardy 999” z udziałem Higginsa z albumu Trippiego Redda Trip at Knight. Higgins pojawił się także na albumie Young Thug Punk, który ukazał się 15 października.
11 listopada agenci Higginsa ogłosili, że jego drugi pośmiertny album Fighting Demons (2021), będący „kontynuacją” filmu dokumentalnego Juice Wrld: Into the Abyss, ukaże się 10 grudnia 2021 roku. Albumowi towarzyszyły trzy single: „Already Dead”, „Wandered to LA” z udziałem Justina Biebera i „Girl of My Dreams” z udziałem Sugi z BTS. Pierwszy utwór ukazał się 12 listopada, drugi 3 grudnia, a trzeci 10 grudnia. Utwór „Girl of My Dreams”, wydany jako samodzielne wydanie cyfrowe, posłużył jako pierwszy singiel promocyjny albumu Fighting Demons (2021) i zapewnił Higginsowi pierwsze miejsce na liście Billboard Digital Song Sales. 16 grudnia 2020 roku w HBO Max ukazał się Juice Wrld: Into the Abyss jako część serii Music Box. Film ukazuje zmagania Higginsa ze zdrowiem psychicznym i nadużywaniem substancji psychoaktywnych, wykorzystując materiały archiwalne, a także wywiady z przyjaciółmi, rodziną i współpracownikami Higginsa.

### 2022–obecnie:Fighting Demons(Deluxe)iThe Party Never Ends
Na początku 2022 roku do listy utworów Fighting Demons (2021) dodano rozszerzoną wersję utworu „Go Hard” zatytułowaną „Go Hard 2.0” oraz dwa nieopublikowane wcześniej utwory: „Cigarettes” i „Sometimes”. „Cigarettes” zadebiutował na 43. miejscu listy Billboard Hot 100, a „Sometimes” zadebiutował na 57. miejscu. 26 sierpnia 2022 roku Higgins pojawił się w utworze „Juice Wrld Did ” z albumu DJ Khaleda God Did. W wywiadzie razem z Jay-Z, DJ Khaled ujawnił, że zdecydował się dodać tę piosenkę do swojego albumu jako hołd dla Juice’a WRLDa po tym, jak Lil Bibby skontaktował się z nim i zalecił jej włączenie do listy utworów. 14 października 2022 roku ukazał się wspólny singiel „Bye Bye” z Marshmello wraz z teledyskiem. 28 października 2022 roku agenci Juice’a WRLDa opublikowali „In My Head”. 2 dni przed opublikowaniem utworu, 30-sekundowy fragment utworu został przesłany na oficjalną stronę Higginsa na Spotify pod tytułem „Rush Hour” w celu zmylenia hakerów od wczesnej publikacji „In My Head”. Piosence towarzyszył teledysk który przedstawia Higginsa nagrywającego muzykę i koncertującego na różnych etapach swojej kariery, wykorzystując materiały archiwalne. 15 grudnia 2022 ukazał się singiel „Face 2 Face”, który zadebiutował na 92. miejscu listy Billboard Hot 100.
19 stycznia 2023 roku Juice WRLD pojawił się na piątym albumie studyjnym Trippiego Redda Mansion Musik na utworze „Knight Crawler”, debiutując na 53. miejscu listy Billboard Hot 100. Następnie, 23 marca 2023 roku, agenci Juice’a WRLDa opublikowali singiel „The Light”. Utwór zadebiutował na liście Billboard Hot 100 na 86. pozycji. 4 lutego 2023 roku Lil Bibby, który jest odpowiedzialny za produkcje The Party Never Ends (2024), ogłosił, że piąty i ostatni album studyjny Higginsa jest w stanie aktywnego rozwoju. 18 maja 2023 roku debiutancki album Juice’a WRLDa Goodbye & Good Riddance został ponownie wydany tym razem pod nazwą Goodbye & Good Riddance (5 Year Anniversary Edition) z okazji 5-lecia albumu. Edycja albumu zawiera dwa nowe single: „No Good” oraz „Glo’d Up”. 23 czerwca 2023 wytwórnia Lyrical Lemonade opublikowała wspólny singiel Juice’a WRLDa „Doomsday” wraz z Cordae, który jak potem się okazało, jest jednym z utworów debiutanckiego albumu wytwórni Lyrical Lemonade All Is Yellow. W teledysku, którym reżyserem był Cole Bennet – który jest również twórcą Lyrical Lemonade, możemy zauważyć „uczestniczącego” Higginsa dzięki zastosowaniu zaawansowanej technologii face replacement. „Doomsday” zadebiutował na liście Billboard Hot 100 na 58. pozycji. 16 grudnia 2023 roku został ukazany utwór „Lace It” w kolaboracji z Benny Blanco oraz Eminemem.„Lace It” to druga pośmiertna kolaboracja Juice WRLD i Eminema. Zaledwie miesiąc po śmierci Juice’a WRLDa w grudniu 2019 roku werset Higginsa pojawił się w utworze „Godzilla” Eminema. „Lace It” osiągnęło 85. miejsce na Billboard Hot 100, utrzymując się na tej liście przez 4 tygodnie.
7 czerwca 2024 roku Juice WRLD ukazał się na „Wake Up!”, dziesiątym utworze albumu 11th Dimension (2024) Ski Maska The Slump Goda. 9 września 2024 roku agenci Juice’a WRLDa opublikowali EP pod tytułem The Pre-Party, który jest zwiastunem nadchodzącego, piątego studyjnego albumu The Party Never Ends (2024). EP zawierało dwie piosenki: „World Tour (Aquafina)” oraz „Lightyears” z udziałem Young Thuga. Niedługo potem, udostępniono stronę internetową thepartyneverends.com z minutnikiem odliczającym do daty 22 listopada 2024 roku, która była przypuszczana jako data wydania długo wyczekiwanego The Party Never Ends (2024). 14 października wydano rozszerzoną wersję EP The Pre-Party (Extended), który zawierał kolejne dwie piosenki „Both Ways”, której towarzyszył teledysk, który wyreżyserował i w którym zagrał Trippie Redd, oraz „Cavalier”. 14 listopada minutnik na stronie, który odliczał datę premiery The Party Never Ends (2024) został przesunięty z 22 na 29 listopada 2024 roku. Dzień później, 15 listopada piosenka  „AGATS2 (Insecure)” (z gościnnym wokalem Nicki Minaj) została wydana jako główny signiel nadchodzącego albumu. 29 listopada 2024 roku długo wyczekiwany trzeci pośmiertny album Higginsa The Party Never Ends (2024) został oficjalnie opublikowany. W ramach współpracy między spadkobiercami Higginsa a firmą Epic Games do gry Fortnite dodano dwa stroje inspirowane Juice Wrld jako element promocji. Jego podobizna w grze dała wirtualny koncert u boku raperów Snoop Dogga, Eminema i Ice Spice 30 listopada. Podczas wydarzenia odbyła się premiera utworu „Empty Out Your Pockets”, który następnie został dodany do listy utworów na płycie The Party Never Ends.

## Życie prywatne
Higgins miał problem z nadużywaniem narkotyków, które zaczął brać we wczesnym wieku. Jego matka twierdziła, że oprócz walki z uzależnieniem od narkotyków zmagał się również z lękami i depresją. Higgins zgodził się na udział w rehabilitacji narkotykowej na kilka tygodni przed swoją śmiercią.
Mieszkał w Los Angeles ze swoją dziewczyną – Ally Lotti, w czasie swojej śmierci. W listopadzie 2018 roku para ujawniła na Instagramie, że się spotykają.

## Juice WRLD w Polsce

### Koncerty
Polscy fani Higginsa mieli okazje usłyszeć go na żywo podczas europejskiej trasy Nicki Minaj – The Nicki Wrld Tour, która miała miejsce w Atlas Arenie w Łodzi. Przed głównym wydarzeniem, publiczność miała również przyjemność uczestniczyć w koncercie Smolastego.
Juice zaprezentował w Łodzi swoje największe przeboje, w tym utwory takie jak „Black & White”, „Lean Wit Me”, „Lucid Dreams” czy „Legends”. Jak dowiadujemy się z jednego z komentarzy pod filmikiem na platformie Youtube przedstawiającym koncert rapera[niewiarygodne źródło?], występ Juice’a WRLDa w Łodzi trwał zaledwie 25 minut.
Po zakończeniu wydarzenia, ekipa PopkillerTV przeprowadziła 15-minutowy wywiad z samym Juice’em WRLD-em, co spotkało się z uznaniem fanów Higginsa z całego globu.

### Nagrody
3 miesiące po koncercie Juice’a WRLDa w Polsce, Higgins został zwycięzcą Popkillera w kategorii Najlepszego Zagranicznego Odkrycia Roku. Nie był w stanie odebrać statuetki osobiście z uwagi na trwającą trasę po USA, nagrał jednak video z podziękowaniami dla fanów za wsparcie i oddane głosy.

## Śmierć

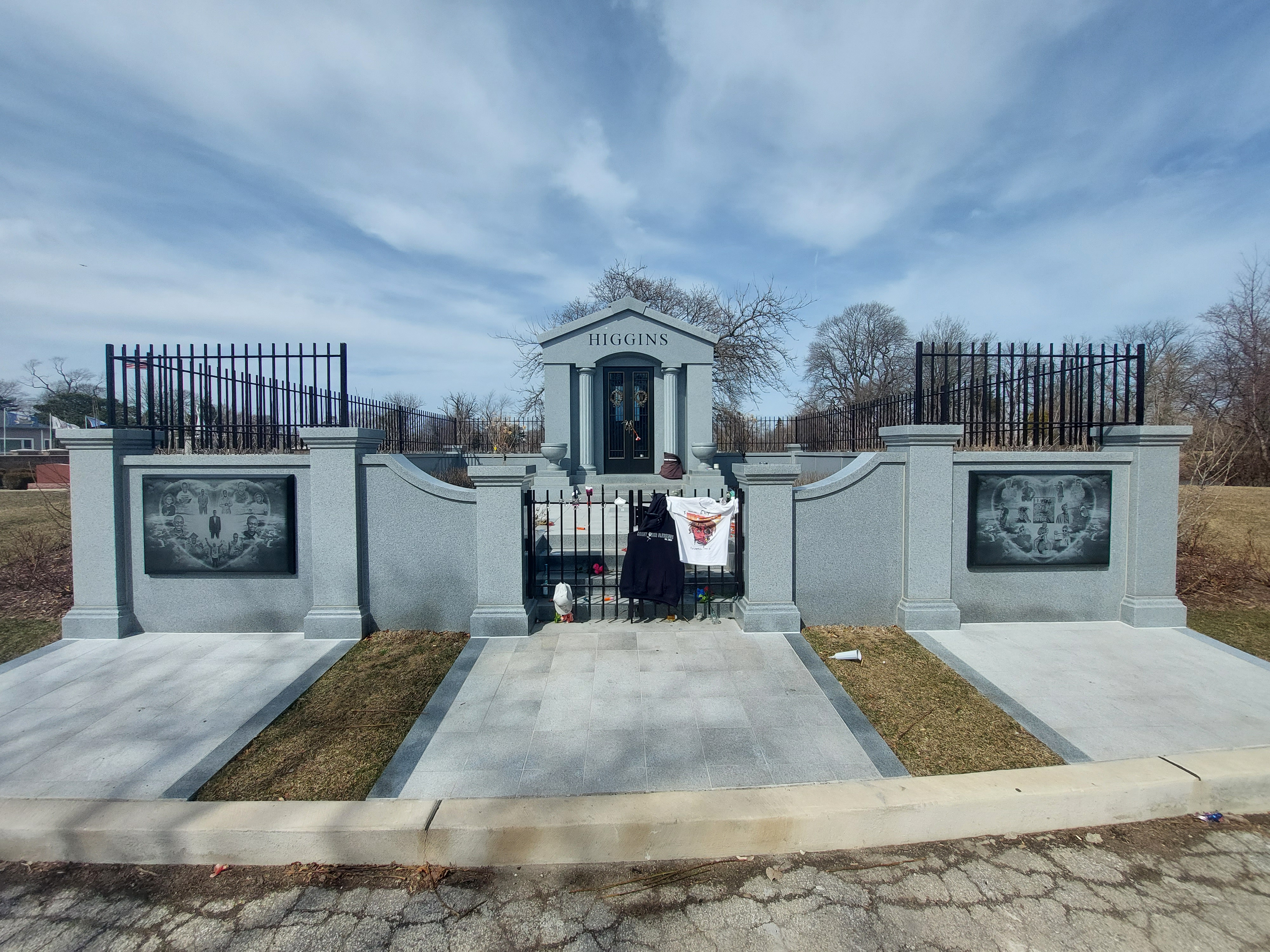
Grobowiec, w którym spoczywa Jarad Anthony Higgins

8 grudnia 2019 roku Higgins znajdował się na pokładzie prywatnego samolotu Gulfstream, który leciał z lotniska Van Nuys w Los Angeles do Międzynarodowego Lotniska Midway w Chicago. Tam czekali na przylot samolotu agenci, ponieważ zostali powiadomieni przez federalnych agentów, którzy podejrzewali, że na pokładzie samolotu znajdują się broń i narkotyki. Policja później ujawniła, że znaleziono trzy pistolety i 32 kg marihuany na pokładzie samolotu.
Kilku członków zespołu zarządzającego Higginsem na pokładzie samolotu zeznało, że Higgins wziął „kilka nieznanych pigułek”, w tym prawdopodobnie połknął kilka pigułek Percocet.
Higgins zaczął drżeć, po czym podano mu dwie dawki leku ratującego życie Narcan z podejrzeniem przedawkowania opioidów. Higgins został przetransportowany do Centrum Medycznego Advocate Christ w Oak Lawn, gdzie stwierdzono jego zgon.
Pogrzeb Higginsa odbył się 13 grudnia 2019 roku w Holy Temple Cathedral Church of God in Christ w Harvey, Illinois. Udział w nim wzięli przyjaciele i rodzina, a także dawni współpracownicy tacy jak Ski Mask the Slump God czy Young Thug.
22 stycznia 2020 roku autopsja wykazała, że drgawki były wynikiem przedawkowania Percocetu, leku przeciwbólowego zawierającego oksykodon (bardzo uzależniający opioid) i paracetamol, oraz spożycia syropu na kaszel (opiatu). Według wstępnych dochodzeń mógł on połknąć pigułki, aby służby lotniskowe nie znalazły ich na pokładzie. W chwili śmierci miał 21 lat.

## Juice WRLD Day
Juice WRLD Day to coroczne wydarzenie odbywające się w United Center w Chicago, które upamiętnia życie i twórczość amerykańskiego rapera. Carmela Wallace – matka rapera powiedziała, że głównym celem obchodów Juice WRLD Day jest podziękowania fanom jej syna i dotarcie do każdego, kto potrzebuje pomocy.
Podczas tego wydarzenia odbywają się koncerty, wystawy sztuki, panele dyskusyjne czy spotkania fanów.
W 2021 roku wydarzenie było transmitowane na platformie Twitch przez Amazon Music.

## Znaczenie 999
999 było symbolem, który miał szczególne znaczenie dla Juice WRLD, a także dla jego fanów. Numer ten był bardzo ważny dla artysty, ponieważ symbolizował walkę z przeciwnościami życiowymi i depresją. Juice WRLD często mówił o swoich problemach psychicznych i używał muzyki jako formy terapii. Dla niego 999 oznaczało odwrócenie negatywnych emocji na pozytywne, znalezienie nadziei w chwilach desperacji oraz wyjście na prostą z trudności. Dla fanów Juice’a WRLDa, 999 stało się symbolem wspólnoty, solidarności i zrozumienia dla tych samych problemów, z którymi borykał się sam artysta.
Sklep z ciuchami i innymi akcesoriami z szyldu Juice’a WRLDa nosi nazwę 999club.

## Dyskografia

### Albumy studyjne
| Tytuł                   | Dane dot. albumu | Najwyższa pozycja na listach | Najwyższa pozycja na listach | Najwyższa pozycja na listach | Najwyższa pozycja na listach | Najwyższa pozycja na listach | Najwyższa pozycja na listach | Najwyższa pozycja na listach | Sprzedaż                                                                                | Certyfikat                                                                                           |
| Tytuł                   | Dane dot. albumu | USA                          | AUS                          | CAN                          | DEN                          | NZL                          | SZW                          | UK                           | Sprzedaż                                                                                | Certyfikat                                                                                           |
| ----------------------- | --- | ---------------------------- | ---------------------------- | ---------------------------- | ---------------------------- | ---------------------------- | ---------------------------- | ---------------------------- | --------------------------------------------------------------------------------------- | --- |
| Goodbye & Good Riddance | - Data wydania: 23 maja 2018 - Wydawca: Grade A Productions, Interscope Records - Format: LP, streaming, digital download | 4                            | 17                           | 5                            | 5                            | 15                           | 7                            | 23                           | - POL: 40 000 - USA: 5 000 000 - AUS: 70 000 - UK: 300 000 - DEN: 60 000 - CAN: 400 000 | - POL: x2 platyna - USA: 5× platyna - AUS: platyna - UK: platyna - DEN: 3× platyna - CAN: 5× platyna |
| Death Race For Love     | - Data wydania: 8 marca 2019 - Wydawca: Grade A, Interscope - Format: CD, LP, streaming, digital download                 | 1                            | 8                            | 1                            | 4                            | 4                            | 4                            | 12                           | - POL: 10 000 - USA: 2 000 000 - AUS: 35 000                                            | - POL: złoto - USA: 2× platyna - AUS: złoto                                                          |
| Legends Never Die       | - Data wydania: 10 lipca 2020 - Wydawca: Grade A, Interscope - Format: CD, LP, CC, streaming, digital download            | 1                            | 1                            | 1                            | 1                            | 1                            | 3                            | 1                            | - POL: 20 000 - USA: 2 000 000 - DEN: 40 000 - UK: 300 000                              | - POL: platyna - USA: 2× platyna - AUS: platyna - DEN: 2× platyna - UK: platyna                      |
| Fighting Demons         | - Data wydania: 10 grudnia 2021 - Wydawca: Grade A, Interscope - Format: CD, LP, streaming, digital download              | 2                            | 7                            | 3                            | 6                            | 4                            | 13                           | 8                            | - POL: 10 000 - USA: 500 000 - UK: 100 000                                              | - POL: złoto - USA: złoto - UK: złoto                                                                |
| The Party Never Ends    | - Data wydania: 29 listopada 2024 - Wydawca: Grade A, Interscope - Format: CD, LP, streaming, digital download            | 4                            | 17                           | 5                            | 14                           | 14                           | 26                           | 5                            |                                                                                         | |

### Mixtape’y
| Tytuł                             | Dane dot. albumu | Najwyższa pozycja na listach | Najwyższa pozycja na listach | Najwyższa pozycja na listach | Najwyższa pozycja na listach | Najwyższa pozycja na listach | Najwyższa pozycja na listach | Najwyższa pozycja na listach | Sprzedaż                                     | Certyfikat                                 |
| Tytuł                             | Dane dot. albumu | USA                          | AUS                          | CAN                          | DEN                          | NZL                          | SZW                          | UK                           | Sprzedaż                                     | Certyfikat                                 |
| --------------------------------- | --- | ---------------------------- | ---------------------------- | ---------------------------- | ---------------------------- | ---------------------------- | ---------------------------- | ---------------------------- | -------------------------------------------- | ------------------------------------------ |
| What Is Love? (jako JuiceTheKidd) | - Data: 9 lutego 2015 - Wydawca: wydany niezależnie - Format: Streaming                                                                                | —                            | —                            | —                            | —                            | —                            | —                            | —                            |                                              |                                            |
| WRLD ON DRUGS (z Future)          | - Data: 19 października 2018 - Wydawca: Grade A Productions, Interscope Records, Epic Records, Freebandz - Format: CD, LP, streaming, digital download | 2                            | 28                           | 5                            | 18                           | 28                           | 17                           | 23                           | - USA: 1 000 000 - CAN: 80 000 - UK: 100 000 | - USA: platyna - CAN: platyna - UK: srebro |

### EP
| Tytuł                                | Dane dot. albumu                                                                                                 | Najwyższa pozycja na listach |
| Tytuł                                | Dane dot. albumu                                                                                                 | USA                          |
| ------------------------------------ | --- | ---------------------------- |
| Juiced Up The EP (jako JuiceTheKidd) | - Data: 31 stycznia 2016 - Wydawca: wydany niezależnie - Format: Streaming                                       | —                            |
| Twilight Zone (jako JuiceTheKidd)    | - Data: 6 lipca 2016 - Wydawca: wydany niezależnie - Format: Streaming                                           | —                            |
| Heartbroken in Hollywood 9 9 9       | - Data: 12 kwietnia 2017 - Wydawca: wydany niezależnie - Format: Streaming                                       | —                            |
| JuiceWrld 9 9 9                      | - Data: 15 czerwca 2017 - Wydawca: wydany niezależnie - Format: Streaming                                        | —                            |
| BingeDrinkingMusic                   | - Data: 29 października 2017 - Wydawca: wydany niezależnie - Format: Streaming                                   | —                            |
| Nothings Different </3               | - Data: 22 grudnia 2017 - Wydawca: wydany niezależnie - Format: Streaming                                        | —                            |
| Kill's Wrld (z Kill.Zero)            | - Data: 19 czerwca 2018 - Wydawca: wydany niezależnie - Format: Streaming                                        | —                            |
| Too soon...                          | - Data: 19 czerwca 2018 - Wydawca: Grade A Productions, Interscope Records - Format: Streaming, digital download | —                            |
| Up Next Session: Juice Wrld          | - Data: 3 lipca 2018 - Wydawca: Grade A Productions, Interscope Records - Format: Streaming                      | —                            |
| The Pre-Party                        | - Data: 9 września 2024 - Wydawca: Grade A Productions, Interscope Records - Format: Streaming                   | —                            |
| The Pre-Party (Extended)             | - Data: 14 października 2024 - Wydawca: Grade A Productions, Interscope Records - Format: Streaming              | —                            |

## Filmografia

### Filmy
| Rok premiery | Tytuł                                                | Rola                         | Typ          | Serwis (dostępny w Polsce) | Przypisy |
| ------------ | ---------------------------------------------------- | ---------------------------- | ------------ | -------------------------- | -------- |
| 2021         | Juice Wrld: Into the Abyss                           | On sam (nagrania archiwalne) | Dokumentalny | MAX                        | [ 177 ]  |
| 2024         | Kids Are Growing Up: A Story About a Kid Named LAROI | On sam (nagrania archiwalne) | Dokumentalny | Amazon Prime Video         | [ 178 ]  |

### Gry wideo
| Rok  | Tytuł                  | Rola   | Notatka                       | Przypisy |
| ---- | ---------------------- | ------ | ----------------------------- | -------- |
| 2024 | Fortnite Battle Royale | On sam | Wirtualna postać oraz koncert | [ 179 ]  |

## Nagrody i nominacje
| Rok  | Nagroda                  | Kategoria                      | Tytułem                  | Wynik     | Przypisy |
| ---- | ------------------------ | ------------------------------ | ------------------------ | --------- | -------- |
| 2018 | BET Hip Hop Awards       | Best New Hip Hop Artist        | Juice WRLD               | Nominacja | [ 180 ]  |
| 2018 | MTV Video Music Awards   | Song of Summer                 | „Lucid Dreams”           | Wygrana   | [ 181 ]  |
| 2019 | BET Awards               | Best New Artist                | Juice WRLD               | Nominacja | [ 182 ]  |
| 2019 | Billboard Music Awards   | Top New Artist                 | Juice WRLD               | Wygrana   | [ 183 ]  |
| 2019 | Billboard Music Awards   | Top Rap Artist                 | Juice WRLD               | Nominacja | [ 183 ]  |
| 2019 | Billboard Music Awards   | Top Hot 100 Song               | „Lucid Dreams”           | Nominacja | [ 183 ]  |
| 2019 | Billboard Music Awards   | Top Streaming Song (Audio)     | „Lucid Dreams”           | Nominacja | [ 183 ]  |
| 2019 | Billboard Music Awards   | Top Streaming Song (Video)     | „Lucid Dreams”           | Nominacja | [ 183 ]  |
| 2019 | Billboard Music Awards   | Top Rap Song                   | „Lucid Dreams”           | Nominacja | [ 183 ]  |
| 2020 | American Music Awards    | Favorite Male Artist – Hip-Hop | Juice WRLD               | Wygrana   | [ 184 ]  |
| 2020 | Billboard Music Awards   | Top Rap Album                  | Death Race for Love      | Nominacja | [ 185 ]  |
| 2020 | Billboard Music Awards   | Top Rap Artist                 | Juice WRLD               | Nominacja | [ 185 ]  |
| 2020 | iHeartRadio Music Awards | Best Hip-Hop Album             | Death Race for Love      | Wygrana   | [ 186 ]  |
| 2020 | MTV Video Music Awards   | Video of the Year              | „Godzilla” (with Eminem) | Nominacja | [ 187 ]  |
| 2020 | MTV Video Music Awards   | Best Hip Hop                   | „Godzilla” (with Eminem) | Nominacja | [ 187 ]  |
| 2021 | American Music Awards    | Favorite Album – Hip-Hop       | Legends Never Die        | Nominacja | [ 188 ]  |
| 2021 | Billboard Music Awards   | Top Artist                     | Juice WRLD               | Nominacja | [ 189 ]  |
| 2021 | Billboard Music Awards   | Top Male Artist                | Juice WRLD               | Nominacja | [ 189 ]  |
| 2021 | Billboard Music Awards   | Top Billboard 200 Artist       | Juice WRLD               | Nominacja | [ 189 ]  |
| 2021 | Billboard Music Awards   | Top Rap Artist                 | Juice WRLD               | Nominacja | [ 189 ]  |
| 2021 | Billboard Music Awards   | Top Rap Male Artist            | Juice WRLD               | Nominacja | [ 189 ]  |
| 2021 | Billboard Music Awards   | Top Billboard 200 Album        | Legends Never Die        | Nominacja | [ 189 ]  |
| 2021 | Billboard Music Awards   | Top Rap Album                  | Legends Never Die        | Nominacja | [ 189 ]  |